# Cambarus extraneus
Cambarus extraneus е вид ракообразно от семейство Cambaridae.

## Разпространение и местообитание
Видът е разпространен в САЩ (Джорджия, Кентъки и Тенеси).
Обитава скалистите дъна на сладководни басейни, реки и потоци.